# Paul Apostol
Paul Dimitri Apostol (New York, 23 ottobre 1945) è un ex schermidore statunitense.

## Biografia
Ha partecipato ai Giochi della XX Olimpiade di Monaco nel 1972 ed ai Giochi della XXI Olimpiade di Montréal nel 1976.

## Palmarès
In carriera ha conseguito i seguenti risultati:
- Giochi Panamericani:

Città del Messico 1975: argento nella sciabola a squadre.